# Dying Light: The Beast
Dying Light: The Beast (укр. Згасаюче світло: Звір) — відеогра у жанрі пригодницького бойовика, що розробляється польською студією Techland.

## Ігролад
Гравець грає за Кайла Крейна, головного героя Dying Light та Dying Light: The Following.
Розробниками було заявлено, що гру можна буде пройти приблизно за 20 годин.

## Історія
Після 13 років експериментів над головним героєм Кайлом Крейном його ДНК переплелось із ДНК зомбі, й тепер він став людиною-зомбі та може вивільняти свою звірину силу в критичних ситуаціях. Крейн тікає з полону в постапокаліптичний Бобровий ліс, раніше популярне туристичне місце, щоб розшукати своїх поневолювачів і помститися їм.

## Розроблення
Dying Light: The Beast спочатку розроблялася як доповнення до Dying Light 2, але згодом переросла у самостійний проєкт.